# Ämbetsstav
En ämbetsstav är ett insignium i form av en stav som kännetecknar ämbete eller rang. Exempel är monarkens spira, biskopens kräkla, generalens kommandostav eller liljestaven (eller liljespira) som förekommer under svenskt 1200-tal och kan ha varit ett attribut för jarlämbetet. 
Ämbetsstavar kan avbildas bakom innehavarens heraldiska vapen (så kallad timbrering).
I Sverige har ämbetsstavar använts av borgmästare och av vissa officianter vid Kungliga hovstaterna och Kungl. Maj:ts orden.